# Plato-Dolz-Denkmal

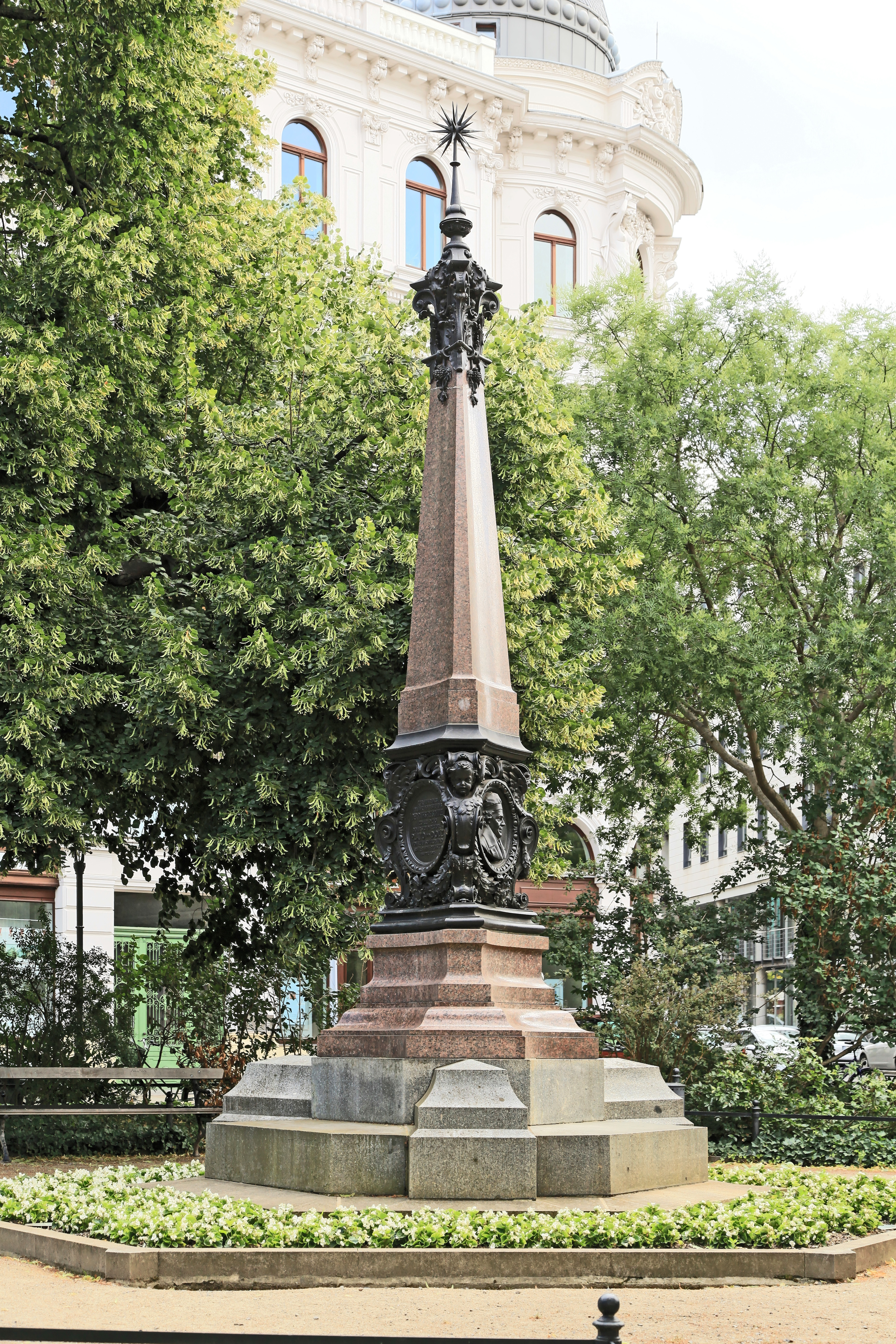
Plato-Dolz-Denkmal (2015)

Das Plato-Dolz-Denkmal in Leipzig erinnert an die ersten beiden Direktoren der Ratsfreischule, der ersten schulgeldfreien Volksschule der Stadt. Ihre Namen waren Karl Gottlieb Plato (1757–1833) und Johann Christian Dolz (1769–1843). Das Objekt steht unter Denkmalschutz.

## Standort
Das Plato-Dolz-Denkmal befindet sich in den Anlagen des Promenadenrings an der Einmündung der Ratsfreischulstraße in den Dittrichring. Es ist nur etwa 100 Meter vom ehemaligen Standort der Ratsfreischule entfernt.

## Beschreibung

Medaillons (2015)
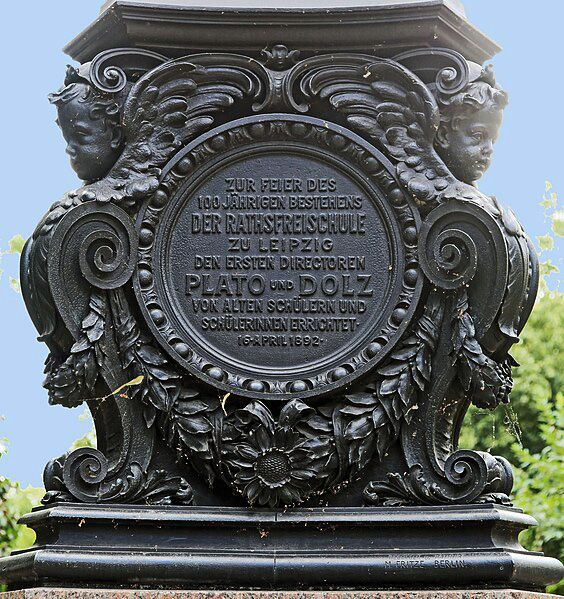
Widmung
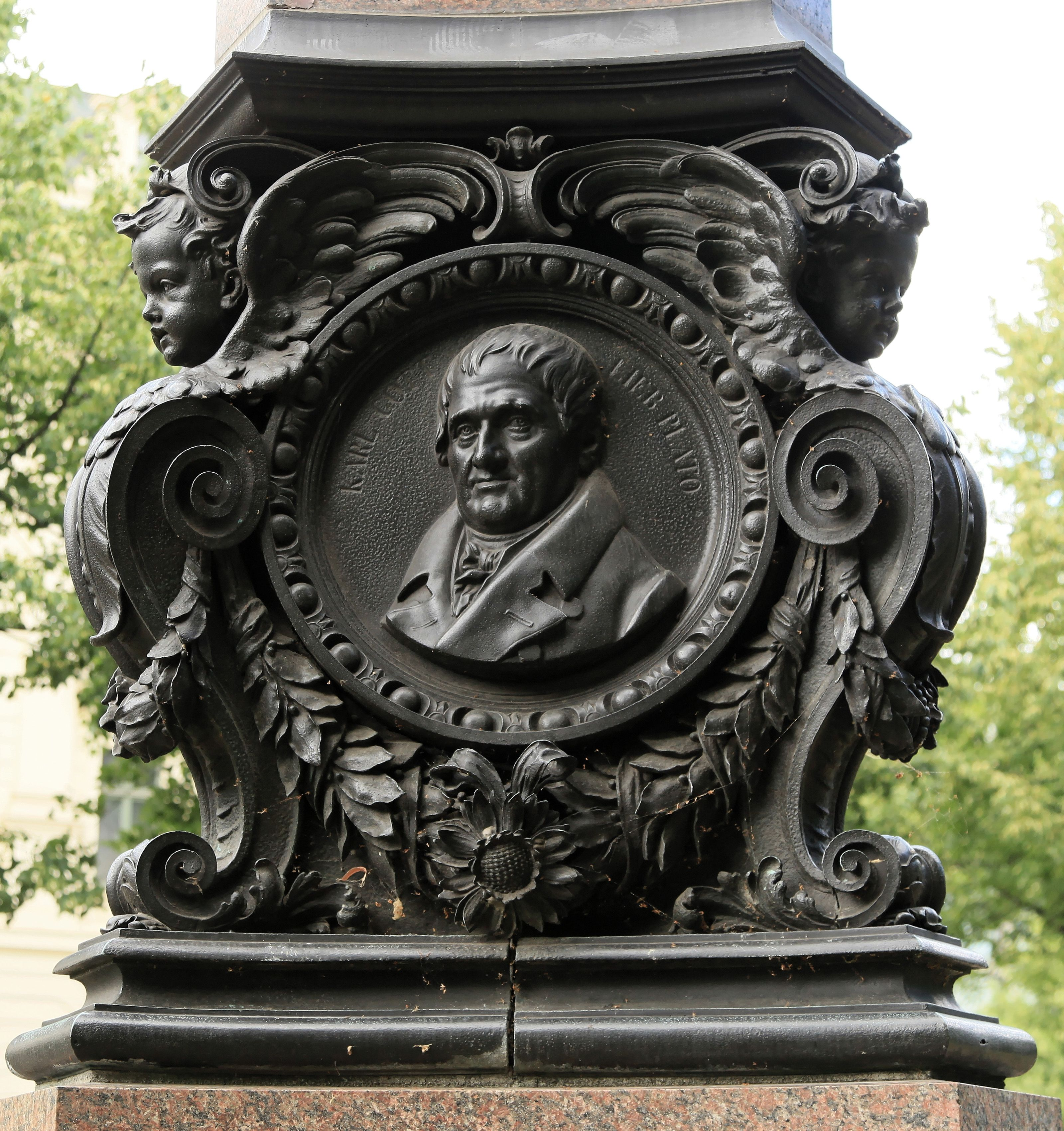
Porträt Plato
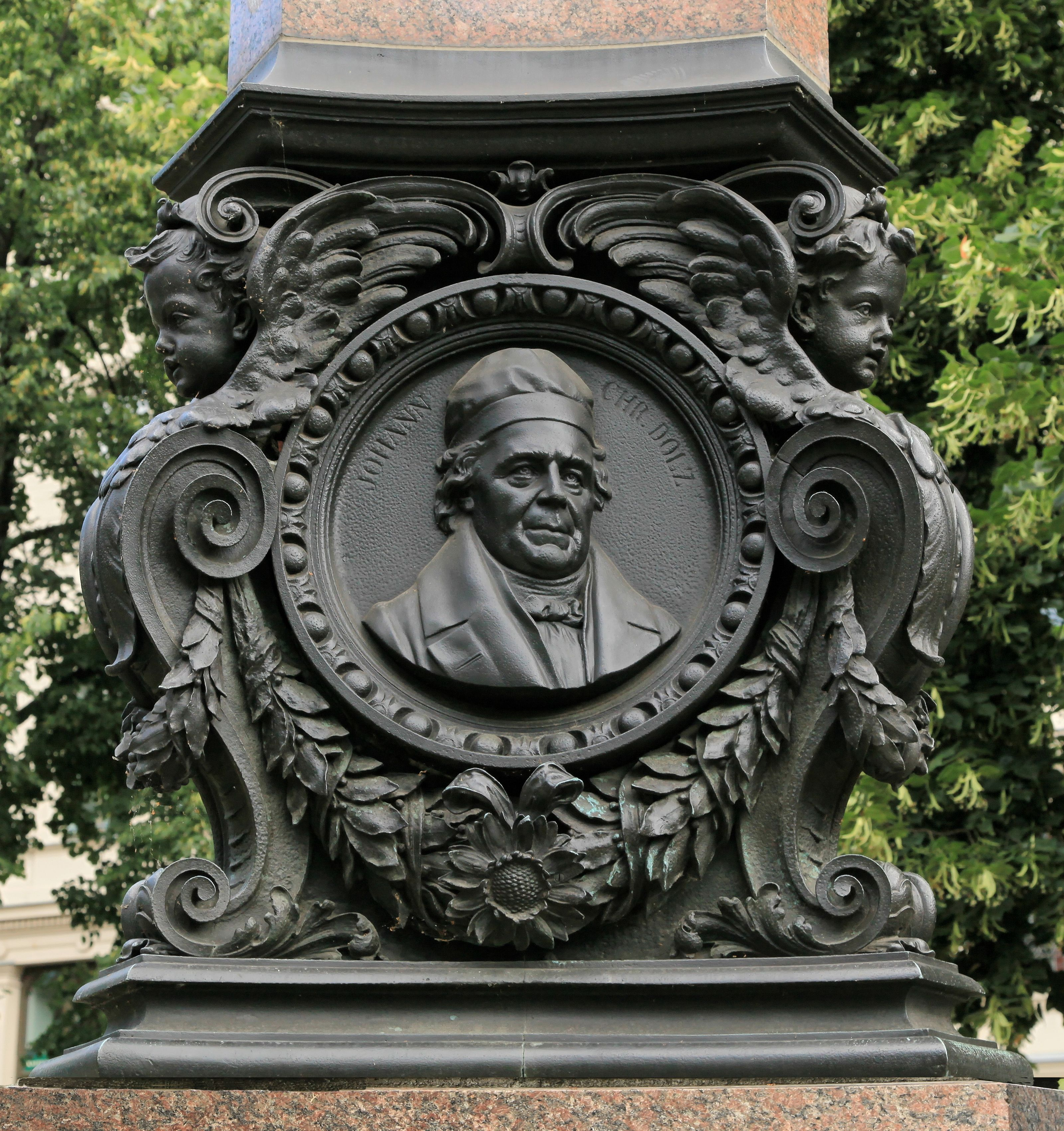
Porträt Dolz

Denkmalspitze, 2010

Über einem sechseckigen gestuften Sockel aus grauem schwedischem Granit erhebt sich ein im unteren Bereich ebenfalls gestufter dreiseitiger Obelisk aus einer roten Granitvarietät. Der Obelisk wird unterbrochen von einem bronzenen dreiseitigen Zwischenstück mit Medaillons. Sie zeigen die Porträts von Plato und Dolz und den Widmungstext: „Zur Feier des | 100jährigen Bestehens | der Ratsfreischule | zu Leipzig | den ersten Direktoren | Plato und Dolz | von alten Schülern und | Schülerinnen errichtet.“ Die Medaillons sind umgeben von Lorbeergirlanden, Voluten und Engelsköpfen in Renaissancemanier. Gekrönt wird der Obelisk durch eine Bronze mit Voluten, Löwenköpfen und einem Stern. Das Denkmal umgibt eine Blumenrabatte.

## Geschichte
Die Ratsfreischule war 1792 gegründet worden und hatte ihr erstes Schulgebäude in der Schulgasse, der heutigen Ratsfreischulstraße. Lange vor ihrem hundertjährigen Bestehen war bei ehemaligen Schülern der Wunsch aufgekommen, den ersten beiden Direktoren ein Denkmal zu errichten. Der Leipziger Bildhauer Hermann Knaur (1811–1872), selbst Schüler der Ratsfreischule, hatte bereits 1865 im Auftrage der Stadt zwei Porträtreliefs der beiden Direktoren geschaffen, die an deren ehemaliger Wirkungsstätte angebracht werden sollten und bereits im städtischen Museum ausgestellt worden waren, worüber die Illustrirte Zeitung 1866 berichtete
Im Jahre 1886 bildeten ehemalige Ratsfreischüler einen Ausschuss, um Mittel für ein Plato-Dolz-Denkmal zur Hundertjahrfeier der Schule zu sammeln. Unter der Verwendung der Knaurschen Reliefs entwarf der Architekt Georg Weidenbach (1853–1928) das Denkmal, das zur Hundertjahrfeier der Schule 1892 eingeweiht werden sollte. Am 22. April 1892 kam es wegen Finanzierungsproblemen aber nur zur Grundsteinlegung. Es dauerte noch zwei Jahre bis zur Fertigstellung. Am 29. Juni 1894 wurde das Denkmal feierlich eingeweiht. Mit einem Festmahl im damaligen Haus des Kaufmännischen Vereins, das seit 1877 auf dem Grundstück des ehemaligen Schulgebäudes stand, klang der Festakt aus.
Im Jahr 2011 wurden Restaurierungsarbeiten am Denkmal ausgeführt.